# Salvation Joan
Salvation Joan è un film muto del 1916 diretto da Wilfrid North.

## Produzione
Il film fu prodotto dalla Vitagraph Company of America.

## Distribuzione
Il film fu proiettato in prima al Fulton Theatre di New York il 9 aprile 1916 in una serata di gala alla quale avevano partecipato J. Stuart Blackton, a capo della Vitagraph, e la protagonista, Edna May, famosa interprete del teatro musicale edoardiano. Distribuito dalla V-L-S-E, il film uscì nelle sale cinematografiche statunitensi il giorno seguente, il 10 aprile 1916.